# ATP Challenger Tour Finals
Die ATP Challenger Tour Finals waren ein Tennisturnier, das zwischen 2011 und 2015 jährlich zum Ende der Tennissaison ausgetragen wurde. Ähnlich wie die ATP World Tour Finals auf der ATP World Tour waren die Challenger Finals der Saisonabschluss der ATP Challenger Tour. Der Wettbewerb wurde nur im Einzel ausgetragen, anders als bei den ATP Word Tour Finals, bei denen es auch eine Doppelkonkurrenz gibt. Die Challenger Finals waren mit einem Gesamtpreisgeld von 220.000 US-Dollar und 125 Weltranglisten-Punkten für den Turniersieger das mit Abstand bestdotierte Turnier der ATP Challenger Tour.
Für die Finals, die eine Woche vor den ATP World Tour Finals stattfanden, waren die sieben besten Spieler der ATP Challenger Tour qualifiziert, dazu konnte der Veranstalter noch eine Wildcard vergeben. Zur Ermittlung der Rangliste der Spieler, die auf der ATP Challenger Tour gespielt hatten, wurden nur die ATP-Punkte gezählt, die ein Spieler auf der Challenger Tour errungen hatte. Die acht Spieler wurden, wie bei den Tour Finals, in zwei Gruppen eingeteilt. Nach Round-Robin-Prinzip wurden dann die Halbfinalpaarungen ermittelt, deren Gewinner um den Turniersieg spielten.
Austragungsort war São Paulo in Brasilien, gespielt wurde in der Halle auf Hartplatz im Sportstadion Ginásio do Ibirapuera.
Seit 2017 finden zum Abschluss der Tennissaison die Next Generation ATP Finals statt, ein Turnier mit gleichem Modus für die besten unter 21-jährigen Tennisspieler der Saison. Als Wertungsgrundlage dient dabei allerdings die normale Weltrangliste und nicht nur die Ergebnisse auf der Challenger Tour.

## Siegerliste
| Jahr | Sieger              | Finalgegner             | Finalergebnis   |
| ---- | ------------------- | ----------------------- | --------------- |
| 2011 | Cedrik-Marcel Stebe | Dudi Sela               | 6:2, 6:4        |
| 2012 | Guido Pella         | Adrian Ungur            | 6:3, 6:74, 7:64 |
| 2013 | Filippo Volandri    | Alejandro González      | 4:6, 6:4, 6:2   |
| 2014 | Diego Schwartzman   | Guilherme Clezar        | 6:2, 6:3        |
| 2015 | Íñigo Cervantes     | Daniel Muñoz de la Nava | 6:2, 3:6, 7:64  |